# Huismes
Huismes is een gemeente in het Franse departement Indre-et-Loire (regio Centre-Val de Loire). De plaats maakt deel uit van het arrondissement Chinon. Huismes telde op 1 januari 2022 1.446 inwoners.

## Geografie
De oppervlakte van Huismes bedroeg op 1 januari 2022 23,82 vierkante kilometer; de bevolkingsdichtheid was toen 60,7 inwoners per km².

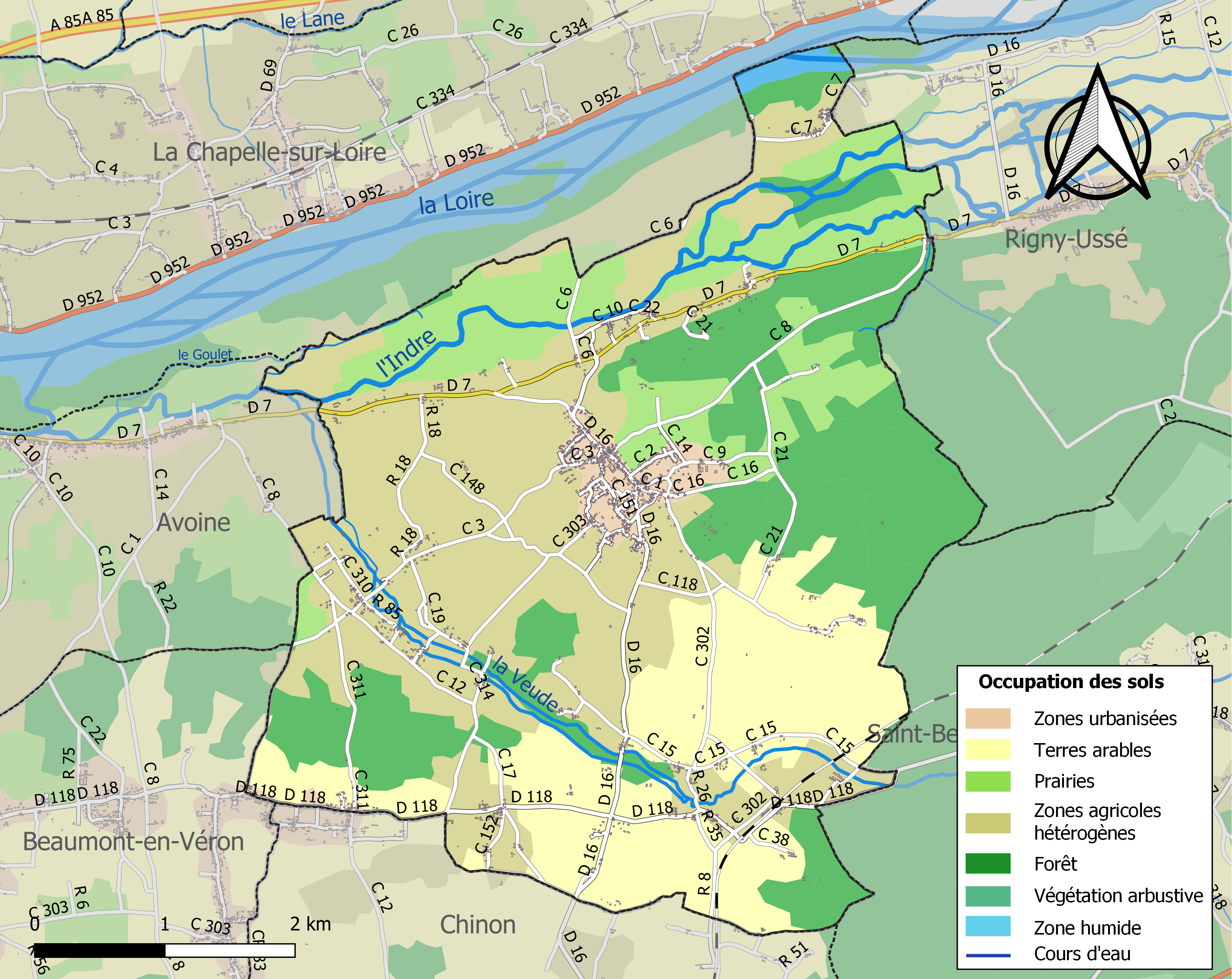
Kaart van de gemeente met de belangrijkste infrastructuur, bodemgebruik en omliggende gemeenten

## Demografie
Onderstaande figuur toont het verloop van het inwonertal (bron: INSEE-tellingen).